# 5062 Glennmiller
5062 Glennmiller eller 1989 CZ är en asteroid i huvudbältet som upptäcktes den 6 februari 1989 av den amerikanske astronomen Eleanor F. Helin vid Palomar-observatoriet. Den är uppkallad efter den amerikanske jazzmusikern Glenn Miller.
Asteroiden har en diameter på ungefär 4 kilometer.